# Isoneuromyia townsendi
Isoneuromyia townsendi är en tvåvingeart som beskrevs av Lane 1948. Isoneuromyia townsendi ingår i släktet Isoneuromyia och familjen platthornsmyggor. Inga underarter finns listade i Catalogue of Life.